# Комплекс към бащата
В психологията „комплекс“ е група от несъзнавани асоциации или силни несъзнавани импулси. „Комплекс към бащата“ се отнася конкретно за набор асоциации свързани с архетипа на бащата. Тези импулси могат да бъдат и положителни (възхищение) или негативни (недоверие или страх). В съвременната психоанализа идеята за „глада за баща“ („father hunger“) е представена от Джеймс Херцог и се отнася до несъзнателните копнежи за загрижен, отзивчив баща, преживявани от много мъже и жени. Значимостта на бащината грижа и за синовете, и за дъщерите по време на тяхното развитие е изследвана в писмените трудове на Майкъл Даямънд. (виж My Father Before Me, WW Norton, 2007). 